# Cucut formiguer de coll morat
El cucut formiguer de coll morat (Neomorphus rufipennis) és una espècie d'ocell de la família dels cucúlids (Cuculidae) que habita la selva humida del sud de Veneçuela.